# Skowa
Marco Antônio Gonçalves dos Santos, mais conhecido como Skowa (São Paulo, 13 de dezembro de 1955 – Botucatu, 13 de junho de 2024) foi um músico, cantor e compositor brasileiro.

## Biografia
Passou sua infância no Jardim Europa. Recebeu o apelido nos tempos de colegial, devido ao seu cabelo estilo black power, que assemelhava-se a uma escova. Criou sua primeira banda aos 15 anos de idade, em 1970, onde tocava violão e cantava.
Começou a tocar profissionalmente por volta de 1975. Em 1977, participou do Clube do Choro. No mesmo ano, montou o grupo Sossega Leão, que era uma banda de salsa. Na mesma época, também tocou com o grupo Premeditando o Breque.
Entre 1980 e 1981, trabalhou com Itamar Assumpção e com a Gang 90 e as Absurdettes.
Em 1984, Skowa passou a comandar dois programas na Rádio USP: Caribe 38 e Rapazes da Banda, este último sendo um programa de entrevistas. Também trabalhou como ator, em teatro e em cinema, participando de curtas e longas-metragens.
Comandou a banda Skowa e a Máfia entre 1987 e 1991, com a qual gravou dois álbuns. Com o término da banda, Skowa criou, ainda em 1991, o Grêmio Recreativo Amigos do Samba, Rock, Funk & Soul, o qual fez participações especiais em canções do cantor Jorge Ben Jor, como "Bebete Vãobora", "Princesa" e "Engenho de Dentro".
Fez músicas para o programa Castelo Rá-Tim-Bum, da TV Cultura.
Aos 48 anos, em 2002 teve seu primeiro e único filho.
Em 2003, passou a integrar o Trio Mocotó, onde entrou no lugar de Fritz "Escovão".

### Morte
Skowa morreu em Botucatu, cidade onde morava, após ficar três semanas internado devido uma parada cardiorrespiratória.